# ValuJet Airlines

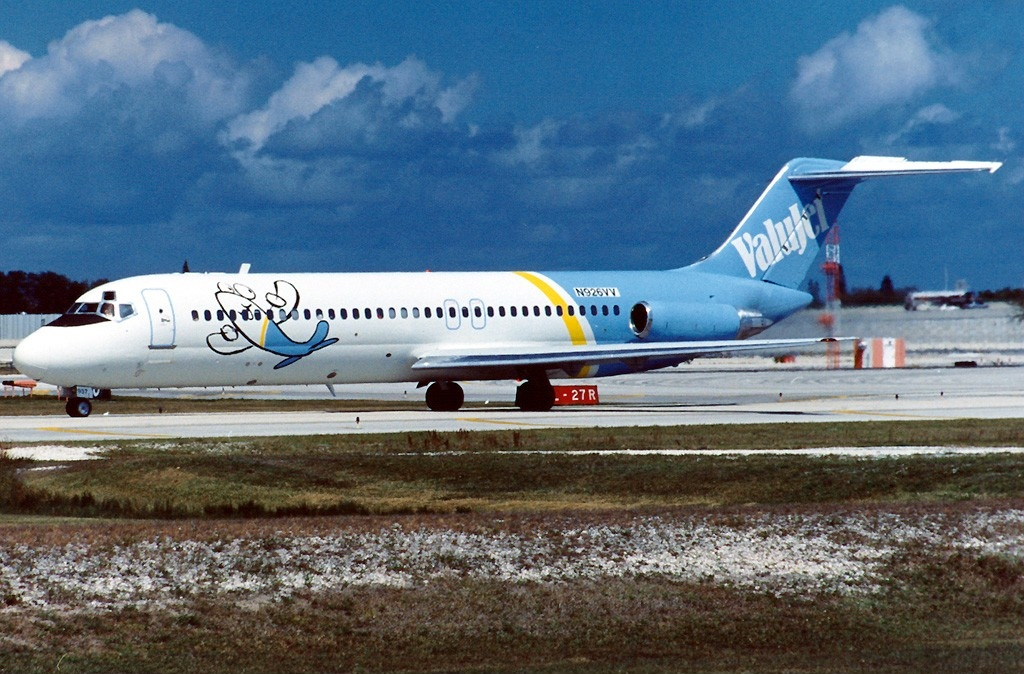
ValuJet Airlines

ValuJet Airlines was een lagetarievenluchtvaartmaatschappij die diensten uitvoerde in het zuidoosten van de Verenigde Staten van Amerika in de negentiger jaren. De maatschappij had verscheidene onderhoudsproblemen, en uiteindelijk stortte een Douglas DC-9 (ValuJet-vlucht 592) neer in het Everglades-moeras in het zuiden van Florida bij Miami op 11 mei 1996 na een brand aan boord van het vliegtuig. 110 mensen kwamen om het leven. Na het ongeluk legde de Federal Aviation Administration (FAA) de maatschappij een vliegverbod op.
Omdat de maatschappij na het ongeluk met ernstige reputatieschade te maken kreeg, raakte het in de financiële problemen, en fuseerde het op 17 november 1997 met een kleine regionale luchtvaartmaatschappij, "AirWays Corporation". Na de fusie vliegt het vroegere ValuJet onder de naam AirTran Airways.